# Nati il 16 giugno
| Questa pagina contiene informazioni ricavate automaticamente dalle voci biografiche con l'ausilio del template Bio e di un bot. L'aggiornamento è periodico e automatico e ricostruisce completamente la pagina. Se manca una persona in questa lista, sei pregato di non aggiungerla, ma accertati piuttosto che la sua voce biografica contenga il template Bio e che i dati anagrafici siano correttamente compilati. Se il template Bio manca, inseriscilo tu stesso o, in alternativa, metti l'avviso {{tmp\|Bio}} che ne segnala la mancanza. Se i dati riportati sono sbagliati, correggi direttamente la voce biografica; le modifiche saranno visibili in questa lista entro pochi giorni. Per chiarimenti vedi il progetto biografie. La lista contiene solo le 1.188 persone che sono citate nell'enciclopedia e per le quali è stato implementato correttamente il template Bio. Pagina aggiornata al 17 ago 2025. |

## XII secolo(1)
- 1139 - Konoe, imperatore giapponese († 1155)

## XIV secolo(1)
- 1332 - Isabella di Coucy, nobile britannica († 1379)

## XV secolo(3)
- 1404 - Murad II, sultano ottomano († 1451)
- 1438 - Francesco Valori, politico italiano († 1498)
- 1455 - Giovanna di Trastámara, principessa spagnola († 1517)

## XVI secolo(9)
- 1509 - Federico Commandino, matematico, umanista e tipografo italiano († 1575)
- 1514 - John Cheke, politico inglese († 1557)
- 1550 - Maria Eleonora di Jülich-Kleve-Berg, principessa tedesca († 1608)
- 1573 - Andries de Witt, politico olandese († 1637)
- 1576 - Giovanni Battista Viola, pittore italiano († 1622)
- 1578 - Benedetto Da Lezze, politico italiano († 1623)
- 1583 - Axel Oxenstierna, politico svedese († 1654)
- 1584 - Maria d'Austria, religiosa austriaca († 1649)
- 1591 - Joseph Solomon Delmedigo, scienziato italiano († 1655)

## XVII secolo(18)
- 1613 - John Cleveland, poeta inglese († 1658)
- 1614 - Francesco Feroni, mercante, politico e funzionario italiano († 1696)
- 1633 - Jean de Thévenot, viaggiatore, naturalista e botanico francese († 1667)
- 1637 - Giovanni Paolo Colonna, compositore e organista italiano († 1695)
- 1640 - Jacques Ozanam, matematico francese († 1718)
- 1644 - Enrichetta d'Inghilterra, nobile britannica († 1670)
- 1649 - Raffaele Maria Filamondo, vescovo cattolico e bibliotecario italiano († 1706)
- 1653 - James Bertie, I conte di Abingdon, nobile inglese († 1699)
- 1660 - Niccolò del Giudice, cardinale italiano († 1743)
- 1671 - Johann Christoph Bach, organista e compositore tedesco († 1721)
- 1674 - Gaetano I Sforza Cesarini, II principe di Genzano, principe italiano († 1727)
- 1678 - Jakob Hermann, matematico svizzero († 1733)
- 1684 - Kasimir Anton von Sickingen, vescovo cattolico tedesco († 1750)
- 1686 - Francesco Simonini, pittore italiano
- 1695 - Giovanni Giacomo Millo, cardinale italiano († 1757)
- 1695 - Martin van Meytens, pittore svedese († 1770)
- 1697 - Jean-Baptiste de La Curne de Sainte-Palaye, letterato francese († 1781)
- 1700 - Pietro Bracci, scultore italiano († 1773)

## XVIII secolo(28)
- 1710 - Giovanni Maria Della Torre, scienziato, fisico e naturalista italiano († 1782)
- 1733 - Urbano Barberini Colonna di Sciarra, VI principe di Carbognano, nobile italiano († 1796)
- 1735 - Antonio II Boncompagni Ludovisi, nobile italiano († 1805)
- 1735 - Nicolas-Bernard Lépicié, pittore francese († 1784)
- 1738 - Mary Katherine Goddard, editrice statunitense († 1816)
- 1739 - Annibale de Leo, arcivescovo cattolico italiano († 1814)
- 1745 - Sigmund Freudenberger, pittore svizzero († 1801)
- 1749 - Gottlieb Conrad Christian Storr, medico, naturalista e chimico tedesco († 1821)
- 1754 - Salavat Julaev, rivoluzionario russo († 1800)
- 1760 - Louise Contat, attrice teatrale francese († 1813)
- 1761 - Henrietta Spencer, nobildonna inglese († 1821)
- 1761 - Isabella Teotochi Albrizzi, letterata, biografa e saggista italiana († 1836)
- 1762 - Giuseppe Bernardino Bison, pittore italiano († 1844)
- 1766 - Pierre Denys de Montfort, zoologo e naturalista francese († 1820)
- 1770 - Vincenzio Russo, patriota e politico italiano († 1799)
- 1773 - Luigi Rolando, anatomista italiano († 1831)
- 1780 - Leontij Andrianovič Gagemejster, navigatore e esploratore russo († 1833)
- 1780 - Karl Theodor Joseph von Gemmingen, nobile e politico tedesco († 1849)
- 1780 - Christian Gottlieb Kühn, scultore tedesco († 1828)
- 1780 - Ludwig von Welden, generale austriaco († 1853)
- 1784 - Benedictus Gotthelf Teubner, tipografo tedesco († 1856)
- 1785 - Ferdinando Colonna di Stigliano, II principe di Stigliano, diplomatico italiano († 1834)
- 1792 - Francis Johnson, docente e musicista statunitense († 1844)
- 1792 - John Linnell, pittore britannico († 1882)
- 1793 - Diego Portales, imprenditore e politico cileno († 1837)
- 1795 - Pasquale Revoltella, imprenditore e economista italiano († 1869)
- 1796 - François Baucher, cavaliere francese († 1873)
- 1797 - Sophie Rude, pittrice francese († 1867)

## XIX secolo(163)
- 1806 - Eugenio Cavallini, direttore d'orchestra, compositore e violinista italiano († 1881)
- 1806 - Edward Davy, fisico, scienziato e inventore inglese († 1885)
- 1807 - Claude Michel Ernest de Neuchèze, militare francese († 1859)
- 1808 - James Frederick Ferrier, filosofo scozzese († 1864)
- 1808 - Edmond-Charles de Martimprey, militare e politico francese († 1883)
- 1809 - Ange Auguste Martimprey, generale francese († 1875)
- 1811 - Saliha Sultan, principessa ottomana († 1843)
- 1812 - Mary Paget, nobildonna inglese († 1859)
- 1813 - Otto Jahn, compositore e archeologo tedesco († 1869)
- 1813 - Louis-Charles de Maleville, ufficiale francese († 1859)
- 1814 - Daniel Jaroslav Bórik, patriota e pastore protestante slovacco († 1899)
- 1815 - Julius Schrader, pittore tedesco († 1900)
- 1816 - Giuseppe Cocozza, politico italiano († 1892)
- 1816 - Bonifaz von Haneberg, vescovo cattolico tedesco († 1876)
- 1818 - Filippo Palizzi, pittore italiano († 1899)
- 1819 - Il'ja Stepanovič Šumov, scacchista russo († 1881)
- 1820 - Athanase Josué Coquerel, teologo francese († 1875)
- 1822 - Johan Fredrik Eckersberg, pittore norvegese († 1870)
- 1823 - Michail Nikolaevič Lopatin, avvocato e scrittore russo († 1900)
- 1824 - Antonino Morana, vescovo cattolico italiano († 1879)
- 1824 - Giuseppe Alessandro Piola Caselli, ammiraglio italiano († 1910)
- 1825 - Joseph von Döpfner, generale austriaco († 1891)
- 1826 - Michele Bellucci, militare italiano († 1908)
- 1826 - Constantin von Ettingshausen, geologo e botanico austriaco († 1897)
- 1827 - Élie Reclus, giornalista, etnologo e anarchico francese († 1904)
- 1829 - Geronimo, condottiero nativo americano († 1909)
- 1829 - Grigorij Sergeevič Stroganov, nobile e politico russo († 1910)
- 1829 - Henriette Browne, pittrice francese († 1901)
- 1832 - Léon Bazile Perrault, pittore francese († 1908)
- 1833 - Antonio Pacifico Neno, religioso italiano († 1889)
- 1836 - Wesley Merritt, generale statunitense († 1910)
- 1837 - Ernst Laas, filosofo tedesco († 1885)
- 1838 - Frederic Archer, compositore, direttore d'orchestra e organista britannico († 1901)
- 1838 - Cushman Kellogg Davis, politico statunitense († 1900)
- 1838 - Édouard Moreau, letterato e imprenditore francese († 1871)
- 1839 - Carlo Italo Panattoni, politico italiano († 1899)
- 1839 - Julius Petersen, matematico danese († 1910)
- 1840 - May Alcott, artista statunitense († 1879)
- 1840 - Egidio Osio, generale italiano († 1902)
- 1840 - Ernst Otto Schlick, ingegnere tedesco († 1913)
- 1842 - David Herold, criminale statunitense († 1865)
- 1843 - Kostantin Ėsperovič Belosel'skij-Belozerskij, generale russo († 1920)
- 1845 - Heinrich Dressel, archeologo, numismatico e epigrafista tedesco († 1920)
- 1846 - Henri Douvillé, paleontologo e geologo francese († 1937)
- 1846 - Edmund Mach, chimico, enologo e agronomo austriaco († 1901)
- 1846 - Augusto Mastripietri, attore italiano († 1930)
- 1847 - Paul Alexis, scrittore e drammaturgo francese († 1901)
- 1848 - Johann Baptist Jordan, presbitero tedesco († 1918)
- 1849 - Anna Adelaïde Abrahams, pittrice olandese († 1930)
- 1850 - Max Delbrück, chimico tedesco († 1919)
- 1850 - Luigi Mangiagalli, ginecologo e politico italiano († 1928)
- 1850 - Aimé Morot, pittore e scultore francese († 1913)
- 1850 - Gaetano Quattrocchi, arcivescovo cattolico italiano († 1903)
- 1851 - Georg Jellinek, giurista tedesco († 1911)
- 1856 - Mario Nunes Vais, fotografo italiano († 1932)
- 1857 - Arthur Arz von Straussenburg, generale austro-ungarico († 1935)
- 1857 - Auguste Hirschauer, generale francese († 1943)
- 1858 - Gustavo V di Svezia, sovrano svedese († 1950)
- 1858 - John Peter Russell, pittore australiano († 1930)
- 1859 - Luigi Gaetano Gullì, pianista e compositore italiano († 1918)
- 1859 - Paja Jovanović, pittore serbo († 1957)
- 1861 - Arthur Bambridge, calciatore inglese († 1923)
- 1861 - George Dunton Widener, imprenditore statunitense († 1912)
- 1861 - Eduard Fischer, botanico e micologo svizzero († 1939)
- 1861 - Frediano Giannini, arcivescovo cattolico italiano († 1939)
- 1861 - Emiliano González Navero, avvocato e politico paraguaiano († 1934)
- 1862 - Olaf Frydenlund, tiratore a segno norvegese († 1947)
- 1863 - Francisco León de la Barra, politico messicano († 1939)
- 1863 - Paul Vidal, compositore, direttore d'orchestra e docente francese († 1931)
- 1864 - Sergej Vasil'evič Ivanov, pittore russo († 1910)
- 1865 - Carlos Ameghino, paleontologo e esploratore argentino († 1936)
- 1865 - Margaret Benson, scrittrice e egittologa inglese († 1916)
- 1866 - Ettore Lombardo Pellegrino, giurista, avvocato e politico italiano († 1952)
- 1866 - Ercole Varzi, imprenditore e politico italiano († 1943)
- 1867 - Rosa Genoni, stilista italiana († 1954)
- 1868 - Märtha Adlerstråhle, tennista svedese († 1956)
- 1868 - Heinrich Schenker, compositore e musicologo austriaco († 1935)
- 1869 - Ausonio Zubiani, medico italiano († 1921)
- 1870 - François-Léon Lévêque, generale francese († 1955)
- 1870 - Albert Maclaren, giocatore di curling canadese († 1940)
- 1870 - Heinrich Pfannl, alpinista, giurista e saggista austriaco († 1929)
- 1873 - Ottoline Morrell, nobildonna britannica († 1938)
- 1873 - Alberto Felice Marenghi-Marenco, generale, aviatore e militare italiano († 1940)
- 1873 - Karl von Müller, militare tedesco († 1923)
- 1873 - Antonina Vasil'evna Neždanova, soprano russo († 1950)
- 1873 - Amalia Pellegrini, attrice italiana († 1958)
- 1873 - Elisa Salerno, giornalista e scrittrice italiana († 1957)
- 1874 - Fernand Bouisson, politico francese († 1959)
- 1874 - Arthur Meighen, politico canadese († 1960)
- 1875 - Fredrik Ljungström, ingegnere e imprenditore svedese († 1964)
- 1875 - Henry Paget, V marchese di Anglesey, nobile britannico († 1905)
- 1876 - Bill Struth, allenatore di calcio scozzese († 1956)
- 1876 - Safiya Zaghloul, attivista egiziana († 1946)
- 1877 - Enrico Canfari, calciatore, dirigente sportivo e arbitro di calcio italiano († 1915)
- 1877 - Josef Schiller, idrologo e micologo austriaco († 1960)
- 1878 - Gustav Schuft, ginnasta tedesco († 1948)
- 1878 - Otto von Stülpnagel, generale tedesco († 1948)
- 1879 - Fritz Schulz, giurista tedesco († 1957)
- 1879 - Theo Thijssen, educatore, scrittore e politico olandese († 1943)
- 1880 - Alice Bailey, esoterista, astrologa e teosofa britannica († 1949)
- 1880 - Amelia Chellini, attrice italiana († 1944)
- 1880 - Otto Eisenschiml, chimico austriaco († 1963)
- 1880 - Antonio Pesenti, politico e imprenditore italiano († 1967)
- 1880 - Kōdō Sawaki, monaco buddhista giapponese († 1965)
- 1881 - Carlo Apostolo, chimico italiano († 1934)
- 1881 - Abram Moiseevič Deborin, filosofo russo († 1963)
- 1881 - Francesco Fichera, architetto e ingegnere italiano († 1950)
- 1882 - Attilio Rapisarda, attore teatrale e attore italiano († 1965)
- 1883 - Paolo Gaifami, medico italiano († 1944)
- 1883 - Nicola La Gravinese, medico e politico italiano († 1971)
- 1884 - Alessandro Marchetti, ingegnere aeronautico italiano († 1966)
- 1885 - Lilly Reich, designer tedesca († 1947)
- 1886 - Lorna Moon, scrittrice e sceneggiatrice scozzese († 1930)
- 1887 - Vincenzo Dattilo, bibliotecario, giornalista e politico italiano († 1977)
- 1887 - Pier Luigi Della Torre, chirurgo italiano († 1963)
- 1887 - Ivy Gordon-Lennox, nobildonna inglese († 1982)
- 1887 - Fausto Gullo, politico italiano († 1974)
- 1887 - Hugo Johansson, tiratore a segno svedese († 1977)
- 1887 - Achille Lauro, armatore, politico e editore italiano († 1982)
- 1887 - Francesco Mosca, ingegnere e aviatore italiano († 1980)
- 1887 - Silvio Pettirossi, aviatore paraguaiano († 1916)
- 1888 - Bobby Clark, attore statunitense († 1960)
- 1888 - William B. Davidson, attore statunitense († 1947)
- 1888 - Vincenzo Della Mura, generale italiano
- 1888 - Aleksandr Aleksandrovič Fridman, cosmologo e matematico russo († 1925)
- 1888 - Armando Poggioli, martellista e discobolo italiano († 1967)
- 1889 - Giuseppe Lanza Branciforte, nobile, diplomatico e politico italiano († 1927)
- 1890 - Sándor Bodnár, calciatore ungherese († 1955)
- 1890 - Benno Fiala von Fernbrugg, aviatore austro-ungarico († 1964)
- 1890 - Nae Ionescu, filosofo, logico e giornalista romeno († 1940)
- 1890 - Stan Laurel, attore, comico e regista britannico († 1965)
- 1890 - Alda Levi, archeologa italiana († 1950)
- 1890 - Michel Ungeheuer, calciatore lussemburghese († 1969)
- 1891 - Vladimir Aleksandrovič Al'bickij, astronomo russo († 1952)
- 1891 - José Benincasa, calciatore uruguaiano († 1959)
- 1892 - Georges Géronimi, calciatore francese († 1994)
- 1892 - Lupino Lane, attore e regista inglese († 1959)
- 1892 - Raymond Rubicam, pubblicitario statunitense († 1978)
- 1892 - Edgar Röhricht, generale tedesco († 1967)
- 1893 - Pál Fried, artista ungherese († 1976)
- 1893 - Valentino Giaretta, calciatore italiano († 1916)
- 1893 - Philo McCullough, attore statunitense († 1981)
- 1894 - Luigi Arcangeli, pilota automobilistico e pilota motociclistico italiano († 1931)
- 1894 - Norman Kerry, attore statunitense († 1956)
- 1894 - Tamara de Lempicka, pittrice polacca († 1980)
- 1894 - Peggy O'Neil, attrice e cantante irlandese († 1960)
- 1894 - David Rittenhouse, aviatore e militare statunitense († 1962)
- 1894 - Mahmud Taymur, scrittore egiziano († 1973)
- 1894 - Fëdor Ivanovič Tolbuchin, generale sovietico († 1949)
- 1895 - Giuseppe Perotti, generale, ingegnere e partigiano italiano († 1944)
- 1896 - Murray Leinster, autore di fantascienza statunitense († 1975)
- 1896 - Lorenzo Oleario De Bellagente, calciatore italiano († 1958)
- 1896 - Cotah Ramaswami, tennista e crickettista indiano
- 1897 - Ber Groosjohan, calciatore olandese († 1971)
- 1897 - Elaine Hammerstein, attrice statunitense († 1948)
- 1897 - Georg Wittig, chimico tedesco († 1987)
- 1898 - Leonard Howell, predicatore giamaicano († 1981)
- 1899 - William K. Howard, regista, sceneggiatore e produttore cinematografico statunitense († 1954)
- 1899 - Georgij Samojlovič Isserson, generale sovietico († 1976)
- 1899 - Bronislav Kaminskij, generale russo († 1944)
- 1899 - John Lawrence Sullivan, politico statunitense († 1982)
- 1899 - Helen Traubel, soprano statunitense († 1972)
- 1900 - Michael Llewelyn Davies, britannico († 1921)

## XX secolo(934)
- 1901 - Henri Lefebvre, filosofo, sociologo e geografo francese († 1991)
- 1901 - Arthur Pierson, regista e attore statunitense († 1975)
- 1901 - Pavel Pavlovič Polubojarov, generale sovietico († 1984)
- 1902 - Angelo Cimarosti, calciatore italiano († 1931)
- 1902 - Adolfo Cornazzani, calciatore italiano († 1975)
- 1902 - Louis Delannoy, ciclista su strada belga († 1968)
- 1902 - Barbara McClintock, biologa statunitense († 1992)
- 1902 - Giorgio Pessina, schermidore italiano († 1977)
- 1902 - George Gaylord Simpson, paleontologo statunitense († 1984)
- 1903 - Ona Munson, attrice statunitense († 1955)
- 1904 - Pete Burness, animatore, regista e produttore cinematografico statunitense († 1969)
- 1904 - Giuseppe Cerana, dirigente sportivo italiano († 1984)
- 1906 - Korokī Mahuta, sovrano neozelandese († 1966)
- 1906 - Paolo Stoppa, attore e doppiatore italiano († 1988)
- 1906 - Ivan Danilovič Černjachovskij, generale sovietico († 1945)
- 1907 - Helen Aberson, scrittrice statunitense († 1999)
- 1907 - Jack Albertson, attore, ballerino e cantante statunitense († 1981)
- 1907 - Laura Fermi, scrittrice e attivista italiana († 1977)
- 1907 - Bjarne Pettersen, calciatore norvegese († 1975)
- 1907 - Axel Wikström, fondista svedese († 1979)
- 1908 - Vera Atkins, agente segreto britannico († 2000)
- 1908 - Hans Jakob, calciatore tedesco († 1994)
- 1908 - Antonio Maddaluno, calciatore italiano († 1973)
- 1908 - George M. McCune, linguista e insegnante statunitense († 1948)
- 1908 - Massimo Salvadori Paleotti, storico e antifascista italiano († 1992)
- 1908 - Sarit Thanarat, politico e generale thailandese († 1963)
- 1909 - Aurelian Bilgeri, missionario e vescovo cattolico tedesco († 1973)
- 1909 - Pierre Birot, geografo francese († 1984)
- 1909 - Willi Boskovsky, violinista e direttore d'orchestra austriaco († 1991)
- 1909 - Ifor Fielding, calciatore inglese († 1997)
- 1909 - Werner Naumann, funzionario e politico tedesco († 1982)
- 1909 - Sidney Salkow, regista, sceneggiatore e drammaturgo statunitense († 2000)
- 1910 - Kate Bosse-Griffiths, egittologa e scrittrice tedesca († 1998)
- 1910 - Carlo Francovich, politico, partigiano e storico della letteratura italiano († 1990)
- 1910 - Joe Hansen, politico statunitense († 1979)
- 1910 - Ilona Massey, attrice ungherese († 1974)
- 1910 - Juan Velasco Alvarado, generale e politico peruviano († 1977)
- 1911 - Ervín Kováč, calciatore slovacco († 1972)
- 1911 - Domenico Zappone, giornalista e scrittore italiano († 1976)
- 1912 - Domenico Di Luzio, politico italiano († 1981)
- 1912 - Gordon Gollob, aviatore tedesco († 1987)
- 1912 - Enoch Powell, politico, scrittore e militare britannico († 1998)
- 1912 - Willibald Schmaus, calciatore austriaco († 1979)
- 1913 - Antonio López Sierra, boia spagnolo († 1986)
- 1913 - Michele Marotta, politico italiano († 1972)
- 1914 - Louis Gabrillargues, calciatore francese († 1994)
- 1914 - Warner Tjardus Koiter, ingegnere olandese († 1997)
- 1914 - Colette Maze, pianista francese († 2023)
- 1914 - Lado Piščanc, presbitero e poeta sloveno († 1944)
- 1914 - Eugen Rupf, calciatore e allenatore di calcio svizzero († 2000)
- 1915 - Wilson Fitts, cestista statunitense († 2005)
- 1915 - Jan Lapidoth, bobbista svedese († 1989)
- 1915 - Jack Ridley, aviatore e ufficiale statunitense († 1957)
- 1915 - Mariano Rumor, politico italiano († 1990)
- 1915 - Tita Secchi, alpinista e partigiano italiano († 1944)
- 1915 - Anthony Sharp, attore britannico († 1984)
- 1915 - John Wilder Tukey, chimico, matematico e statistico statunitense († 2000)
- 1916 - Charlie Brand, pallanuotista britannico († 1984)
- 1916 - Phil Chambers, attore statunitense († 1993)
- 1916 - Hank Luisetti, cestista e allenatore di pallacanestro statunitense († 2002)
- 1916 - Bruno Polli, violinista italiano († 1996)
- 1916 - Joseph Robbone, compositore e produttore teatrale italiano († 1985)
- 1917 - Larbi Ben Barek, calciatore e allenatore di calcio marocchino († 1992)
- 1917 - Faidōn Gkizikīs, generale e politico greco († 1999)
- 1917 - Aurelio Lampredi, ingegnere italiano († 1989)
- 1917 - Katharine Graham, giornalista e editrice statunitense († 2001)
- 1917 - Irving Penn, fotografo statunitense († 2009)
- 1918 - Alberto Tassotti, fondista e combinatista nordico italiano († 2008)
- 1919 - Guido Boldi, calciatore italiano
- 1919 - Charlie Epperson, cestista statunitense († 1996)
- 1919 - Camillo Fabbri, calciatore e allenatore di calcio italiano († 2005)
- 1919 - Mario Urbani, calciatore italiano († 1995)
- 1919 - Al Viola, chitarrista statunitense († 2007)
- 1919 - Ken Watson, cestista e allenatore di pallacanestro australiano († 2008)
- 1920 - Eva Estrada-Kalaw, attivista, politica e insegnante filippina († 2017)
- 1920 - Nunzio Gulino, artista italiano († 2011)
- 1920 - Splinter Johnson, cestista statunitense († 2002)
- 1920 - Hemant Kumar, compositore indiano († 1989)
- 1920 - José López Portillo, politico messicano († 2004)
- 1920 - Hank Rosenstein, cestista e allenatore di pallacanestro statunitense († 2010)
- 1920 - Armando Sciascia, violinista, arrangiatore e direttore d'orchestra italiano († 2017)
- 1921 - Albert K. Bender, giornalista e scrittore statunitense († 2016)
- 1921 - Giulio Dolchi, politico e partigiano italiano († 2003)
- 1921 - Antonio Hernández Palacios, fumettista spagnolo († 2000)
- 1922 - Armando Fagarazzi, cestista italiano († 1993)
- 1922 - Amalia Lydia Lalli, partigiana italiana († 1945)
- 1922 - John Mahnken, cestista statunitense († 2000)
- 1922 - Wayne Mixson, politico statunitense († 2020)
- 1922 - Frances Rafferty, attrice statunitense († 2004)
- 1922 - Rinus Terlouw, calciatore olandese († 2002)
- 1923 - Marc Cassot, attore e doppiatore francese († 2016)
- 1923 - Ghoukas Choubarian, scultore armeno († 2009)
- 1923 - Joseph Colombo, mafioso statunitense († 1978)
- 1923 - Ron Flockhart, pilota di Formula 1 britannico († 1962)
- 1923 - Joseph Lenzi, attore statunitense († 1978)
- 1923 - Salvatore Saraceno, diplomatico italiano († 1977)
- 1923 - Antonio Siddi, velocista e lunghista italiano († 1983)
- 1924 - Ignazio Colnaghi, attore, doppiatore e pubblicitario italiano († 2017)
- 1924 - Faith Domergue, attrice statunitense († 1999)
- 1924 - Bess Myerson, modella statunitense († 2014)
- 1924 - Idries Shah, scrittore britannico († 1996)
- 1924 - Freimut Stein, pattinatore artistico su ghiaccio tedesco († 1986)
- 1924 - Lucky Thompson, sassofonista e compositore statunitense († 2005)
- 1924 - Karl-Heinz Wohlfahrt, calciatore tedesco orientale († 1983)
- 1925 - Annibale Brasola, ciclista su strada italiano († 2001)
- 1925 - Eduardo Fiestas, cestista peruviano († 1987)
- 1925 - Enrique Galbis, calciatore spagnolo († 1996)
- 1925 - Ifigenia Martínez y Hernández, politica, diplomatica e economista messicana († 2024)
- 1925 - Otto Mühl, artista austriaco († 2013)
- 1925 - Nerio Nesi, politico, banchiere e partigiano italiano († 2024)
- 1925 - Jean d'Ormesson, scrittore e giornalista francese († 2017)
- 1925 - Giorgio Pilleri, neurologo italiano († 2018)
- 1925 - Pietro Pinna, giornalista, scrittore e politico italiano († 2006)
- 1925 - Matteo Salvatore, cantautore italiano († 2005)
- 1926 - Bill Catching, attore e stuntman statunitense († 2007)
- 1926 - Adriano Emperado, artista marziale statunitense († 2009)
- 1926 - Primo Lacchini, partigiano italiano († 1944)
- 1926 - Giuseppe Manfredi, politico italiano († 2005)
- 1926 - Elena Mezzadra, artista, pittrice e illustratrice italiana († 2022)
- 1926 - Efraín Ríos Montt, generale e politico guatemalteco († 2018)
- 1926 - Arthur Rubin, produttore teatrale e attore statunitense († 2023)
- 1927 - Giovanni Galloni, giurista e politico italiano († 2018)
- 1927 - Gaetano Graci, imprenditore italiano († 1996)
- 1927 - Charles Jarrott, regista e attore inglese († 2011)
- 1927 - Robert Kraft, astronomo statunitense († 2015)
- 1927 - Robin C. Matthews, economista e compositore di scacchi britannico († 2010)
- 1927 - Arrigo Padovan, ciclista su strada italiano († 2025)
- 1927 - Gianni Roghi, giornalista e fotografo italiano († 1967)
- 1927 - Ariano Suassuna, drammaturgo, poeta e scrittore brasiliano († 2014)
- 1927 - Lino Venturi, politico italiano († 1986)
- 1928 - Ida Carrara, attrice italiana († 2013)
- 1928 - Jerome Cavanagh, politico statunitense († 1979)
- 1928 - Sergiu Comissiona, direttore d'orchestra e violinista rumeno († 2005)
- 1928 - Annie Cordy, attrice e cantante belga († 2020)
- 1928 - John Cuneo, velista australiano († 2020)
- 1928 - Saverio D'Aquino, politico e medico italiano († 1997)
- 1928 - Speedy Long, politico statunitense († 2006)
- 1928 - Giuseppe Reina, avvocato e politico italiano († 2010)
- 1928 - Umberto Riva, architetto e designer italiano († 2021)
- 1928 - Dagmar Rom, sciatrice alpina austriaca († 2022)
- 1929 - Ramon Bieri, attore statunitense († 2001)
- 1929 - Jimmy Bonthrone, allenatore di calcio e calciatore scozzese († 2008)
- 1929 - Augusto Fiorentini, sollevatore italiano († 2010)
- 1929 - Giuseppe Maria Pilo, storico dell'arte italiano († 2020)
- 1929 - Sabah IV al-Ahmad al-Jabir Al Sabah, sovrano kuwaitiano († 2020)
- 1929 - Edith Thallaug, attrice teatrale norvegese († 2020)
- 1929 - Gaetano Toscano, politico italiano († 2024)
- 1930 - Gian Carlo Ferretti, critico letterario e storico italiano († 2022)
- 1930 - Forrest Hamilton, cestista statunitense († 2021)
- 1930 - David Every Konstant, vescovo cattolico britannico († 2016)
- 1930 - Dominick Napolitano, mafioso statunitense († 1981)
- 1930 - Manfredi Nicoletti, architetto e saggista italiano († 2017)
- 1930 - Tullio Pane, cantante italiano († 2001)
- 1930 - Mike Sparken, pilota automobilistico francese († 2012)
- 1930 - Jack Straus, giocatore di poker statunitense († 1988)
- 1930 - Frank Thorne, fumettista statunitense († 2021)
- 1930 - Vilmos Zsigmond, direttore della fotografia ungherese († 2016)
- 1931 - Robert Burnham, Jr., astronomo statunitense († 1993)
- 1931 - Oskár Elschek, etnomusicologo slovacco
- 1931 - Nicola Giordano, chimico italiano († 1996)
- 1931 - Robert Freeman Smith, politico statunitense († 2020)
- 1931 - John Shelby Spong, filosofo, teologo e educatore statunitense († 2021)
- 1932 - Gino Ingrosso, paroliere e compositore italiano († 2010)
- 1932 - Armelino Milani, politico italiano († 1994)
- 1932 - Antonio Moretti, regista italiano († 2020)
- 1932 - Alla Evgen'evna Osipenko, ballerina sovietica († 2025)
- 1932 - Carol Ann Peters, danzatrice su ghiaccio statunitense († 2022)
- 1932 - Mario Prato di Pamparato, generale italiano († 2021)
- 1932 - Maria Teresa Ruta, annunciatrice televisiva e conduttrice televisiva italiana
- 1932 - Antonio Sbordone, tuffatore italiano († 2000)
- 1933 - Elio Palumbo, paroliere, compositore e produttore discografico italiano († 2004)
- 1933 - Giulio Sascia Tignino, politico italiano († 2012)
- 1933 - Barbro Westerholm, politica e medico svedese († 2023)
- 1934 - Eileen Atkins, attrice, drammaturga e sceneggiatrice britannica
- 1934 - Evy Berggren, ginnasta svedese († 2018)
- 1934 - Aurelio Cestari, ex ciclista su strada italiano
- 1934 - Bill Cobbs, attore statunitense († 2024)
- 1934 - Francisco Contreras, tennista messicano († 2022)
- 1934 - Yehuda Elkana, filosofo e docente israeliano († 2012)
- 1934 - Keisuke Fujikawa, scrittore e sceneggiatore giapponese
- 1934 - David Iñigo, calciatore argentino († 2005)
- 1934 - Pietro Maroso, allenatore di calcio, calciatore e dirigente sportivo italiano († 2012)
- 1934 - Sergio Salvati, direttore della fotografia italiano
- 1934 - William Sharpe, economista statunitense
- 1935 - James Bolam, attore britannico
- 1935 - Jim Dine, artista statunitense
- 1935 - Peter Rice, ingegnere irlandese († 1992)
- 1935 - Barry Wilkinson, calciatore inglese († 2004)
- 1936 - Ann Carter, attrice statunitense († 2014)
- 1936 - Luigi De Robertis, calciatore italiano († 2015)
- 1936 - Anthony Olubunmi Okogie, cardinale e arcivescovo cattolico nigeriano
- 1936 - Juhani Peltonen, ex calciatore finlandese
- 1936 - Hans Perrier, cestista e allenatore di pallacanestro olandese († 2022)
- 1936 - Pietro Zullino, scrittore e giornalista italiano († 2012)
- 1937 - Francesco Marrassini, dirigente sportivo italiano († 2023)
- 1937 - Erich Segal, sceneggiatore, scrittore e critico letterario statunitense († 2010)
- 1937 - Simeone II di Bulgaria, ex politico e nobile bulgaro
- 1938 - Marzio Barbagli, sociologo italiano
- 1938 - Dietrich Braess, matematico tedesco
- 1938 - Gennaro Cantiello, militare italiano († 1974)
- 1938 - Torgny Lindgren, scrittore svedese († 2017)
- 1938 - Calogero Lo Giudice, politico italiano († 2021)
- 1938 - Edoardo Müller, direttore d'orchestra e pianista italiano († 2016)
- 1938 - Joyce Carol Oates, scrittrice, poetessa e drammaturga statunitense
- 1938 - Paolo Pancheri, psichiatra italiano († 2007)
- 1938 - Charles B. Pierce, regista, sceneggiatore e produttore cinematografico statunitense († 2010)
- 1938 - Michel Raynaud, matematico francese († 2018)
- 1938 - Carlo Tognoli, politico e giornalista italiano († 2021)
- 1939 - Giorgio Cisbani, politico italiano
- 1939 - Giancarlo Governi, autore televisivo, sceneggiatore e scrittore italiano
- 1939 - Billy Hainey, ex calciatore scozzese
- 1939 - Salvatore Leonardi, politico italiano
- 1939 - Gianfranco Zappettini, pittore italiano
- 1940 - Carole Ann Ford, attrice britannica
- 1940 - Franco Giustinelli, politico, insegnante e saggista italiano († 2025)
- 1940 - Neil Goldschmidt, politico e avvocato statunitense († 2024)
- 1940 - Irena Górka, cestista polacca († 2014)
- 1940 - Franco Marini, allenatore di calcio e ex calciatore italiano
- 1940 - Cécile Morrisson, numismatica francese
- 1940 - Gil Ventura, sassofonista italiano († 2016)
- 1940 - Taylor Wang, fisico e ex astronauta statunitense
- 1941 - Bill Bradley, cestista statunitense († 2002)
- 1941 - Dino Ciani, pianista italiano († 1974)
- 1941 - Rosario Di Vincenzo, allenatore di calcio e ex calciatore italiano
- 1941 - Lamont Dozier, cantautore e produttore discografico statunitense († 2022)
- 1941 - Fiammetta Fadda, giornalista, personaggio televisivo e gastronoma italiana
- 1941 - Michele Gammino, attore, doppiatore e direttore del doppiaggio italiano
- 1941 - Kim Mu-hyeon, ex cestista e allenatore di pallacanestro sudcoreano
- 1941 - Jan Schröder, ciclista su strada e pistard olandese († 2007)
- 1942 - Giacomo Agostini, pilota motociclistico italiano
- 1942 - Bruno Beretti, ex calciatore italiano
- 1942 - Paul Jones, wrestler statunitense († 2018)
- 1942 - Stefano Ruggieri, neurologo italiano
- 1943 - Fausto Giaccone, fotografo e fotoreporter italiano
- 1943 - Margarida Carpinteiro, attrice, scrittrice e cantante portoghese
- 1943 - Francesco Miccichè, vescovo cattolico italiano
- 1943 - Kirsten Michaelsen, nuotatrice danese
- 1943 - Gabriele Ostinelli, politico italiano
- 1943 - Carlo Piombo, politico italiano
- 1943 - Dagmar Lassander, attrice tedesca
- 1943 - Fernanda Tollemeto, artista italiana
- 1943 - Joan Van Ark, attrice statunitense
- 1944 - Nicholas Anthony DiMarzio, vescovo cattolico statunitense
- 1944 - Annie Famose, ex sciatrice alpina francese
- 1944 - Tiziana Gualtieri, politica italiana
- 1944 - David Parsons, compositore neozelandese († 2025)
- 1944 - Brian Protheroe, cantautore e attore inglese
- 1944 - Ian Smith, rugbista a 15 e militare britannico
- 1945 - John Dawson, cantautore e musicista statunitense († 2009)
- 1945 - Mamadou Dioume, attore teatrale, regista teatrale e pedagogo senegalese
- 1945 - Ivan Lins, cantante, musicista e compositore brasiliano
- 1945 - Roger Menetrey, ex pugile francese
- 1945 - Orazio Montinaro, politico italiano
- 1945 - Anatolij Nikolajevič Perminov, ingegnere russo
- 1945 - Giovanni Rondelli, musicista, compositore e cantautore italiano
- 1945 - Ana Tot, ex cestista jugoslava
- 1946 - Rick Adelman, ex cestista e allenatore di pallacanestro statunitense
- 1946 - Gérard Biguet, ex arbitro di calcio francese
- 1946 - Riccardo Bruzzani, politico italiano
- 1946 - Benedict Daswa, beato sudafricano († 1990)
- 1946 - Tom Harrell, trombettista statunitense
- 1946 - Alain Jardel, ex cestista e allenatore di pallacanestro francese
- 1946 - Neil MacGregor, storico dell'arte britannico
- 1946 - Iain Matthews, cantante e chitarrista britannico
- 1946 - Iván Molina, ex tennista colombiano
- 1946 - Femi Osofisan, scrittore, critico letterario e regista teatrale nigeriano
- 1946 - Cornel Penu, ex pallamanista rumeno
- 1946 - Jodi Rell, politica statunitense († 2024)
- 1946 - Stan Ternent, allenatore di calcio e ex calciatore inglese
- 1947 - Al Cowlings, ex giocatore di football americano statunitense
- 1947 - Ciro Dammicco, cantautore, compositore e produttore cinematografico italiano
- 1947 - Don Grierson, ex hockeista su ghiaccio canadese
- 1947 - Günther Kaufmann, attore tedesco († 2012)
- 1947 - Tommy Malone, trombonista statunitense
- 1947 - Buronson, fumettista giapponese
- 1947 - Mária Szolnoki, ex schermitrice ungherese
- 1948 - Roberto Daolio, critico d'arte italiano († 2013)
- 1948 - Hans-Werner Kammer, politico tedesco
- 1948 - Taieb Louhichi, regista e sceneggiatore tunisino († 2018)
- 1948 - Mildrette Netter, ex velocista statunitense
- 1948 - Eduardo Retat, ex calciatore colombiano
- 1948 - Terry Schofield, ex cestista e allenatore di pallacanestro statunitense
- 1949 - Gioacchino Basile, sindacalista italiano
- 1949 - Adone Brandalise, critico letterario e filosofo italiano
- 1949 - Larry Brown, ex giocatore di football americano statunitense
- 1949 - Valerio Cassano, pittore italiano
- 1949 - Michael Cramer, politico tedesco
- 1949 - Jairo, cantante argentino
- 1949 - Muppala Lakshman Rao, politico indiano
- 1949 - Frode Larsen, calciatore norvegese († 2017)
- 1949 - Ralph Mann, ostacolista statunitense († 2025)
- 1949 - Marco Marcucci, politico italiano
- 1949 - Paulo César Lima, ex calciatore brasiliano
- 1949 - Geoff Pierson, attore statunitense
- 1949 - Giampiero Ubezio, fumettista italiano
- 1950 - Mithun Chakraborty, attore indiano
- 1950 - Antonio Citterio, designer e architetto italiano
- 1950 - Mickey Davis, ex cestista statunitense
- 1950 - Charles J. Dunlap, Jr., generale statunitense
- 1950 - Miguel Estrada, ex cestista spagnolo
- 1950 - Julio Losada, ex calciatore uruguaiano
- 1950 - Michel Lotito, showman francese († 2006)
- 1950 - Claudia Rivelli, ex modella italiana
- 1951 - Charlie Dominici, cantante statunitense († 2023)
- 1951 - Roberto Durán, ex pugile panamense
- 1951 - Paul McGuinness, manager, produttore discografico e produttore cinematografico irlandese
- 1951 - Daniel McKee, politico statunitense
- 1951 - Giuseppe Vegas, politico italiano
- 1952 - José Enrique Cima, ex ciclista su strada, dirigente sportivo e giornalista spagnolo
- 1952 - César Cueto, ex calciatore peruviano
- 1952 - Manuela Cupull, ex cestista cubana
- 1952 - Jerry Hadley, tenore statunitense († 2007)
- 1952 - Giōrgos Papandreou, politico greco
- 1952 - Dragan Šakota, ex cestista, allenatore di pallacanestro e dirigente sportivo serbo
- 1952 - Al Skinner, ex cestista e allenatore di pallacanestro statunitense
- 1952 - Gino Vannelli, cantante e compositore canadese
- 1952 - Diego Verdegiglio, attore e saggista italiano
- 1952 - Aleksandr Zajcev, ex pattinatore artistico su ghiaccio sovietico
- 1953 - Massimo Antonelli, cestista italiano
- 1953 - Goran Kuzminac, cantautore, chitarrista e medico italiano († 2018)
- 1953 - Mimmo Lucà, politico italiano († 2025)
- 1953 - Valerie Mahaffey, attrice statunitense († 2025)
- 1953 - Simonetta Matone, magistrata e politica italiana
- 1953 - Ian Mosley, batterista britannico
- 1953 - Juan Muñoz, scultore spagnolo († 2001)
- 1953 - Vincenzo Panico, prefetto italiano
- 1953 - Calogero Peri, vescovo cattolico italiano
- 1953 - Vladyslav Terzyul, alpinista ucraino († 2004)
- 1954 - Jeffrey Ashby, ex astronauta statunitense
- 1954 - Cai Jinbiao, ex calciatore cinese
- 1954 - Catherine Day, economista irlandese
- 1954 - Patrizia Guarnieri, storica italiana
- 1954 - Sergej Kurëchin, compositore, musicista e attore cinematografico sovietico († 1996)
- 1954 - Matthew Saad Muhammad, pugile statunitense († 2014)
- 1954 - Nasser Nouraei, ex calciatore iraniano
- 1954 - Doane Perry, batterista statunitense
- 1954 - Pino Procopio, pittore, scultore e illustratore italiano
- 1954 - Giulia Sissa, grecista italiana
- 1954 - Bill White, avvocato e politico statunitense
- 1955 - Paolo Becchi, filosofo e opinionista italiano
- 1955 - Cristina Miatello, soprano italiano
- 1955 - Anatolij Borisovič Čubajs, economista e politico russo
- 1955 - Alison Gopnik, psicologa statunitense
- 1955 - Laurie Metcalf, attrice statunitense
- 1955 - Ali Reza Arabnia, imprenditore iraniano
- 1955 - Tree Rollins, ex cestista, allenatore di pallacanestro e dirigente sportivo statunitense
- 1955 - Patrizio Sala, ex calciatore e allenatore di calcio italiano
- 1955 - Giuliana Salce, ex marciatrice italiana
- 1955 - Char, musicista giapponese
- 1955 - Artemij Troickij, giornalista, scrittore e critico musicale russo
- 1956 - Gianni De Biasi, allenatore di calcio e ex calciatore italiano
- 1956 - Ernesto Delgado, ex cestista spagnolo
- 1956 - Celmo Lazzari, vescovo cattolico brasiliano
- 1956 - Reese McCall, ex giocatore di football americano statunitense
- 1956 - Mesrob II Mutafyan, arcivescovo cristiano orientale armeno († 2019)
- 1957 - Liston Bochette, atleta e bobbista portoricano
- 1957 - Ian Buchanan, attore britannico
- 1957 - Michael Francis Burbidge, vescovo cattolico statunitense
- 1957 - Antonio D'Amato, imprenditore italiano
- 1957 - Clio Goldsmith, attrice francese
- 1957 - Jordi Hurtado, doppiatore, conduttore radiofonico e conduttore televisivo spagnolo
- 1957 - Lee Johnson, ex cestista statunitense
- 1957 - Aleksandra Marinina, scrittrice russa
- 1957 - Raymond Pettibon, artista statunitense
- 1957 - Adri van Tiggelen, allenatore di calcio e ex calciatore olandese
- 1957 - Joseph Đặng Đức Ngân, arcivescovo cattolico vietnamita
- 1958 - Dana Altman, allenatore di pallacanestro statunitense
- 1958 - Ted Arcidi, ex sollevatore, ex wrestler e attore statunitense
- 1958 - Giorgio Tomaso Bagni, matematico italiano († 2009)
- 1958 - Judith Castillo, modella venezuelana
- 1958 - Antonangelo Casula, politico italiano
- 1958 - Darrell Griffith, ex cestista statunitense
- 1958 - Mark Lewisohn, scrittore e storico britannico
- 1958 - Ulrike Tauber, ex nuotatrice tedesca
- 1958 - Kataoka Tōyō, fumettista giapponese
- 1959 - Curtis Berry, ex cestista e allenatore di pallacanestro statunitense
- 1959 - Mario Greco, dirigente d'azienda italiano
- 1959 - Juary, allenatore di calcio e ex calciatore brasiliano
- 1959 - Lee Tae-yeop, ex calciatore sudcoreano
- 1959 - Giorgio Longhi, ex giocatore di football americano e allenatore di football americano italiano
- 1959 - Ábraham Løkin, ex calciatore faroese
- 1959 - Hagen Melzer, ex siepista tedesco
- 1959 - Willard E. Pugh, attore statunitense
- 1959 - Maurizio Raise, ex calciatore italiano
- 1959 - John Franklin, attore statunitense
- 1959 - Salvador Sobrino, tuffatore messicano
- 1959 - The Ultimate Warrior, wrestler statunitense († 2014)
- 1959 - Stephen Peter Wright, ex calciatore britannico
- 1960 - Michael Manring, bassista statunitense
- 1960 - Mike Quick, ex giocatore di football americano statunitense
- 1960 - Alessandro Robecchi, giornalista, autore televisivo e scrittore italiano
- 1960 - Luis Sharpe, giocatore di football americano cubano († 2025)
- 1960 - Coleen Sommer, ex altista statunitense
- 1961 - Hazem Salah Abu Isma'il, avvocato e politico egiziano
- 1961 - Can Dündar, giornalista e editorialista turco
- 1961 - Luca Gammaitoni, fisico e saggista italiano
- 1961 - Petru Iosub, ex canottiere romeno
- 1961 - Masaya Matsuura, autore di videogiochi e musicista giapponese
- 1961 - Víctor René Mendieta Ocampo, allenatore di calcio e ex calciatore panamense
- 1961 - Margus Metstak, ex cestista estone
- 1961 - Nelson Jesus Perez, arcivescovo cattolico statunitense
- 1961 - Ernesto Razzino, ex lottatore italiano
- 1961 - Robert Schneider, scrittore e drammaturgo austriaco
- 1961 - Machar Vaziev, ex ballerino e direttore artistico russo
- 1962 - Aldo Belli, ex hockeista su pista, allenatore di hockey su pista e dirigente sportivo italiano
- 1962 - Domenico Crocco, dirigente pubblico e scrittore italiano
- 1962 - Luis Fernando Herrera, ex calciatore colombiano
- 1962 - Femi Kuti, cantante, compositore e musicista nigeriano
- 1962 - Giordano Negretti, allenatore di calcio e ex calciatore italiano
- 1962 - Yevhen Perelygin, diplomatico ucraino
- 1962 - Leonardo Sonnoli, designer italiano
- 1962 - Arnold Vosloo, attore sudafricano
- 1963 - Scott Alexander, sceneggiatore, regista e produttore cinematografico statunitense
- 1963 - Felice Cappa, giornalista, autore televisivo e regista italiano
- 1963 - Rocco Pennacchio, arcivescovo cattolico italiano
- 1963 - Ulderico Pesce, attore e regista teatrale italiano
- 1963 - The Sandman, wrestler statunitense
- 1963 - Igor' Švarc, ex pentatleta sovietico
- 1964 - Danny Burstein, attore e cantante statunitense
- 1964 - Max Cottafavi, chitarrista italiano
- 1964 - Daniela D'Angelo, doppiatrice e direttrice del doppiaggio italiana
- 1964 - Amalia Gré, cantautrice e pittrice italiana
- 1964 - Michael Lusch, allenatore di calcio e ex calciatore tedesco
- 1964 - Gennadij Perepadenko, ex calciatore ucraino
- 1964 - Kid Loco, musicista e produttore discografico francese
- 1965 - Jurij Chanon, compositore, scrittore e pianista russo
- 1965 - Valeria Cittadin, sindacalista e politica italiana
- 1965 - Massimo Costa, attore italiano
- 1965 - Andrea Ghez, astronoma statunitense
- 1965 - Nancy La Scala, attrice e modella statunitense
- 1965 - Mark Lawrence, arbitro di rugby a 15 sudafricano
- 1965 - Mike Lynch, imprenditore britannico († 2024)
- 1965 - Chris Oti, ex rugbista a 15 e allenatore di rugby britannico
- 1965 - Riccardo Trillini, allenatore di pallamano italiano
- 1965 - Dennis Gerard Walsh, vescovo cattolico statunitense
- 1965 - Chris Watts, effettista statunitense
- 1965 - Darja Švajger, cantante slovena
- 1966 - Randy Barnes, ex pesista statunitense
- 1966 - Alberto Bollini, allenatore di calcio e dirigente sportivo italiano
- 1966 - Stefano De Donato, musicista italiano
- 1966 - Julija Leonidovna Latynina, giornalista e scrittrice russa
- 1966 - Valter Lavitola, imprenditore e giornalista italiano
- 1966 - Mark Occhilupo, surfista australiano
- 1966 - Olivier Roumat, ex rugbista a 15 e imprenditore francese
- 1966 - Stéphane Traineau, ex judoka francese
- 1966 - Jan Železný, ex giavellottista e allenatore di atletica leggera ceco
- 1967 - Charalampos Andreou, ex calciatore cipriota
- 1967 - Dario Ginefra, politico italiano
- 1967 - Maylis de Kerangal, scrittrice francese
- 1967 - Jürgen Klopp, allenatore di calcio, dirigente sportivo e ex calciatore tedesco
- 1967 - Arben Makaj, ex velocista albanese
- 1967 - Jenny Shimizu, supermodella e attrice statunitense
- 1967 - Claudio Zanetti, politico svizzero
- 1968 - Bassey William Andem, ex calciatore camerunese
- 1968 - Herlánder Coimbra, ex cestista angolano
- 1968 - Torben Frank, ex calciatore danese
- 1968 - Sander Groen, ex tennista olandese
- 1968 - Jon Jeary, bassista, compositore e produttore discografico britannico
- 1968 - Mariana Mazzucato, economista italiana
- 1968 - Mokona, fumettista giapponese
- 1968 - Sergio Moschetto, musicista, chitarrista e cantautore italiano
- 1968 - James Patrick Stuart, attore e doppiatore statunitense
- 1968 - Bruno Valencony, ex calciatore e allenatore di calcio francese
- 1968 - Orlando Vega, ex cestista portoricano
- 1969 - Edoardo Artistico, ex calciatore italiano
- 1969 - Bénabar, cantautore e attore francese
- 1969 - Barbara Bolden, ex cestista statunitense
- 1969 - Ottavio Cappellani, scrittore, romanziere e drammaturgo italiano
- 1969 - Andrea Cessel, ex cestista italiano
- 1969 - Mark Crossley, allenatore di calcio e ex calciatore gallese
- 1969 - Anette Fanqvist, ex fondista svedese
- 1969 - José María Higareda, ex calciatore messicano
- 1969 - Robert Hurt, politico statunitense
- 1969 - Tibor Jančula, ex calciatore slovacco
- 1969 - Sibonelo Mngometulu, regina swazilandese
- 1969 - Altymyrat Orazdurdyýew, sollevatore sovietico († 1997)
- 1969 - Numa Palmer, cantautrice, opinionista e direttrice artistica italiana
- 1969 - Sam Register, produttore televisivo statunitense
- 1969 - Naeem Saadavi, ex calciatore iraniano
- 1969 - Tommy Tiernan, comico, attore e sceneggiatore irlandese
- 1970 - Brendt Allman, chitarrista e compositore statunitense
- 1970 - Bartolomé Castagnola, giocatore di polo argentino
- 1970 - Mark Chung, ex calciatore statunitense
- 1970 - Clifton Collins Jr., attore statunitense
- 1970 - Scott Cooper, allenatore di calcio inglese
- 1970 - Domenico D'Alise, taekwondoka italiano († 2019)
- 1970 - Cobi Jones, dirigente sportivo, allenatore di calcio e ex calciatore statunitense
- 1970 - Fabio Maj, ex fondista italiano
- 1970 - Phil Mickelson, golfista statunitense
- 1970 - Jaime Oncins, allenatore di tennis e ex tennista brasiliano
- 1970 - Federico Pieri, ex cestista e allenatore di pallacanestro italiano
- 1971 - Askar Abïlʹdayev, ex calciatore kazako
- 1971 - José Belman, allenatore di calcio e ex calciatore spagnolo
- 1971 - Marco Meloni, politico italiano
- 1971 - Álvaro Piñeiro, ex giocatore di calcio a 5 uruguaiano
- 1971 - Tupac Shakur, rapper, attivista e attore statunitense († 1996)
- 1972 - Olena Antonova, ex discobola ucraina
- 1972 - John Cho, attore e musicista statunitense
- 1972 - Deborah Chow, regista e produttrice televisiva canadese
- 1972 - Pierluigi Corellas, allenatore di calcio e ex calciatore italiano
- 1972 - Cristiano Grappasonni, ex cestista e dirigente sportivo italiano
- 1972 - Bo Hansen, ex calciatore danese
- 1972 - Ulf Kämpfer, politico tedesco
- 1972 - Kiko Loureiro, chitarrista brasiliano
- 1972 - Barak Peleg, ex cestista e allenatore di pallacanestro israeliano
- 1972 - Shawnelle Scott, ex cestista statunitense
- 1972 - Andrzej Stefanek, ex pentatleta polacco
- 1972 - Andy Weir, scrittore e programmatore statunitense
- 1973 - Enrico Bronzi, violoncellista e direttore d'orchestra italiano
- 1973 - Eddie Cibrian, attore statunitense
- 1973 - Arnaud Costes, ex rugbista a 15 e allenatore di rugby a 15 francese
- 1973 - André Korff, ex ciclista su strada tedesco
- 1973 - Nikos Machlas, ex calciatore e dirigente sportivo greco
- 1973 - Federica Mogherini, politica italiana
- 1973 - Steve Mouzakis, attore australiano
- 1973 - Andrea Oriana, nuotatore italiano
- 1973 - Michel Pensée, ex calciatore camerunese
- 1973 - Sandra Pires, giocatrice di beach volley brasiliana
- 1973 - Thomas Dutronc, cantante, chitarrista e attore francese
- 1973 - Lorenzo Vignolo, regista italiano
- 1974 - Michel Altieri, attore e cantante italiano
- 1974 - Alexandre Astier, compositore, attore e regista francese
- 1974 - Chris Bart-Williams, calciatore e allenatore di calcio inglese († 2023)
- 1974 - Imed Ben Younes, ex calciatore tunisino
- 1974 - Huda El-Sarari, giornalista e poetessa libica
- 1974 - Mohammed Emara, ex calciatore egiziano
- 1974 - David Fizdale, allenatore di pallacanestro e ex cestista statunitense
- 1974 - Armir Grimaj, dirigente sportivo, allenatore di calcio e ex calciatore albanese
- 1974 - Marcin Horbacz, pentatleta polacco
- 1974 - Rajiv Joseph, drammaturgo e sceneggiatore statunitense
- 1974 - Luis Pérez Rodríguez, ex ciclista su strada spagnolo
- 1975 - Anthony Carter, allenatore di pallacanestro e ex cestista statunitense
- 1975 - Miguel Ángel Cobeta, ex giocatore di calcio a 5 spagnolo
- 1975 - Anabel Conde, cantante spagnola
- 1975 - Ilaria D'Elia, attrice italiana
- 1975 - Frederick Koehler, attore statunitense
- 1975 - Gary Locke, allenatore di calcio e ex calciatore scozzese
- 1975 - Mamadou N'Diaye, ex cestista e allenatore di pallacanestro senegalese
- 1975 - Heather Peace, attrice e musicista britannica
- 1975 - Manuela Ruggiero, attrice e regista italiana
- 1975 - Åsa Svensson, ex tennista svedese
- 1975 - Willemijn Verkaik, cantante, attrice e doppiatrice olandese
- 1975 - Caroline Veyt, attrice belga
- 1975 - Monica Vulcano, doppiatrice e direttrice del doppiaggio italiana
- 1976 - Helena Engman, ex pesista svedese
- 1976 - Giovanni Hernández, allenatore di calcio e ex calciatore colombiano
- 1976 - Björn Johansson, pentatleta svedese
- 1976 - Chad Kultgen, scrittore e sceneggiatore statunitense
- 1976 - Tom Lenk, attore statunitense
- 1976 - Sandro Nicević, ex cestista croato
- 1976 - Luke Petitgout, ex giocatore di football americano statunitense
- 1976 - Marija Strelenko, biatleta russa († 2011)
- 1976 - Edwin Tenorio, ex calciatore ecuadoriano
- 1976 - Mfon Udoka, ex cestista e allenatrice di pallacanestro statunitense
- 1976 - Ruben Van Wyk, ex calciatore namibiano
- 1977 - Navdeep Bains, politico canadese
- 1977 - Matt Duke, ex calciatore inglese
- 1977 - Addy Engels, dirigente sportivo e ex ciclista su strada olandese
- 1977 - Elisa Mariano, politica italiana
- 1977 - Iker Martínez, velista spagnolo
- 1977 - Tommi Nikkilä, ex hockeista su ghiaccio finlandese
- 1977 - Kenneth Zeigbo, ex calciatore nigeriano
- 1978 - Dennis Brunod, scialpinista e fondista di corsa in montagna italiano
- 1978 - Daniel Brühl, attore tedesco
- 1978 - Edward Iordănescu, allenatore di calcio e ex calciatore rumeno
- 1978 - Fish Leong, cantante malaysiana
- 1978 - Lyndsey Marshal, attrice britannica
- 1978 - Almami Moreira, ex calciatore guineense
- 1978 - José Antonio Pecharromán, ex ciclista su strada spagnolo
- 1978 - Jason Rowe, ex cestista statunitense
- 1978 - Wang Peng, ex calciatore cinese
- 1979 - Emerson Acuña, ex calciatore colombiano
- 1979 - Wilfrid Aka, ex cestista francese
- 1979 - Fabian Boll, allenatore di calcio, ex calciatore e poliziotto tedesco
- 1979 - Dana DeArmond, attrice pornografica, regista e pattinatrice statunitense
- 1979 - Massimiliano Donati, velocista italiano
- 1979 - Marco Ender, ex calciatore liechtensteinese
- 1979 - Houda-Imane Faraoun, fisica algerina
- 1979 - Murilo Fischer, ex ciclista su strada brasiliano
- 1979 - Eleonora Gay, ex pallanuotista italiana
- 1979 - Emmanuel Moire, cantante e attore francese
- 1979 - Enrique Ortiz, ex calciatore argentino
- 1979 - Arnaldo Pereira, giocatore di calcio a 5 portoghese
- 1979 - Natallja Trafimava, ex cestista e allenatrice di pallacanestro bielorussa
- 1979 - Carolina Waidhofer-Dummer, ex sciatrice alpina austriaca
- 1979 - Eva Walkner, ex sciatrice alpina austriaca
- 1980 - Brandon Armstrong, ex cestista statunitense
- 1980 - Brandão, allenatore di calcio e ex calciatore brasiliano
- 1980 - Cristian Campestrini, calciatore argentino
- 1980 - Francesco Cipolla, allenatore di calcio a 5 italiano
- 1980 - Jonathan Cisternas, ex calciatore cileno
- 1980 - Jonathan Cohen, attore, regista e produttore cinematografico francese
- 1980 - Marco Di Lauro, mafioso italiano
- 1980 - Marcus Ekenberg, calciatore svedese
- 1980 - Brad Gushue, giocatore di curling canadese
- 1980 - Henri Häkkinen, tiratore a segno finlandese
- 1980 - Sibel Kekilli, attrice e ex attrice pornografica tedesca
- 1980 - Robbie Neilson, allenatore di calcio e ex calciatore scozzese
- 1980 - Daré Nibombé, allenatore di calcio e ex calciatore togolese
- 1980 - Renatus Njohole, ex calciatore tanzaniano
- 1980 - Paulo Jorge Soares Gomes, allenatore di calcio e ex calciatore portoghese
- 1980 - Marco Antonio Rubio, pugile messicano
- 1980 - Jason Smith, politico statunitense
- 1980 - Martin Stranzl, ex calciatore austriaco
- 1980 - Justin Tranter, cantautore, stilista e attivista statunitense
- 1980 - Marcos Venâncio de Albuquerque, ex calciatore brasiliano
- 1980 - Evie Wyld, scrittrice britannica
- 1980 - Joey Yung, cantante e attrice cinese
- 1980 - Nevriye Yılmaz, ex cestista turca
- 1981 - Benjamin Becker, ex tennista tedesco
- 1981 - David Buxo, ex calciatore andorrano
- 1981 - Joe Dabbert, ex cestista statunitense
- 1981 - Julio César García Mezones, calciatore peruviano
- 1981 - Alexandre Giroux, ex hockeista su ghiaccio canadese
- 1981 - Roni Jonah, musicista e wrestler statunitense
- 1981 - Ola Kvernberg, violinista, polistrumentista e compositore norvegese
- 1981 - Ben Kweller, cantautore e polistrumentista statunitense
- 1981 - Allen Larue, calciatore seychellese
- 1981 - Sébastien Roudet, ex calciatore francese
- 1981 - Asim Šehić, ex calciatore bosniaco
- 1981 - Robert Tomaszek, ex cestista polacco
- 1981 - Miguel Villalta, calciatore peruviano
- 1981 - Knut Walde, calciatore norvegese
- 1982 - Jorge Azanza, dirigente sportivo e ex ciclista su strada spagnolo
- 1982 - Francesco Castiglione, attore italiano
- 1982 - Natasha Cicognani, annunciatrice televisiva e attrice italiana
- 1982 - Matt Costa, cantautore statunitense
- 1982 - Jerricho Cotchery, ex giocatore di football americano statunitense
- 1982 - Stein Huysegems, ex calciatore belga
- 1982 - Eric Jacobsen, direttore d'orchestra e violoncellista statunitense
- 1982 - Carla MacLeod, ex hockeista su ghiaccio e allenatrice di hockey su ghiaccio canadese
- 1982 - Aqil Nəbiyev, allenatore di calcio e ex calciatore azero
- 1982 - Missy Peregrym, attrice canadese
- 1982 - Gregory Richardson, calciatore guyanese
- 1982 - Albert Rocas, ex pallamanista spagnolo
- 1982 - Rəşad Fərhad Sadıqov, allenatore di calcio e ex calciatore azero
- 1982 - Aureliano Torres, ex calciatore paraguaiano
- 1982 - Chris Wingert, ex calciatore statunitense
- 1982 - Łukasz Załuska, ex calciatore polacco
- 1983 - Iago Bouzón, ex calciatore spagnolo
- 1983 - Armend Dallku, allenatore di calcio e ex calciatore albanese
- 1983 - Verónica Echegui, attrice spagnola
- 1983 - Michele Giuliani, karateka italiano
- 1983 - Olivia Hack, attrice e doppiatrice statunitense
- 1983 - Mojtaba Jabbari, allenatore di calcio e ex calciatore iraniano
- 1983 - Maciej Kacer, pentatleta polacco
- 1983 - Daniele Munari, ex combinatista nordico italiano
- 1983 - Daniel Nwoke, ex calciatore nigeriano
- 1983 - Vitalij Popkov, ex pistard e ciclista su strada ucraino
- 1983 - Poulidor Toto, calciatore francese
- 1983 - Jeymmy Vargas, modella colombiana
- 1983 - Klim Šipenko, regista russo
- 1984 - Jahsha Bluntt, ex cestista statunitense
- 1984 - Michael Bush, ex giocatore di football americano statunitense
- 1984 - Dimitri Cocciuti, autore televisivo italiano
- 1984 - Christian Dünnes, pallavolista tedesco
- 1984 - Jeon Hee-sok, schermitrice sudcoreana
- 1984 - Zane Kirchner, rugbista a 15 sudafricano
- 1984 - Eric Komeng, calciatore papuano
- 1984 - Emiri Miyasaka, modella giapponese
- 1984 - Yūki Nakashima, calciatore giapponese
- 1984 - Rick Nash, ex hockeista su ghiaccio canadese
- 1984 - Fard, rapper iraniano
- 1984 - Aleksej Nužnyj, regista russo
- 1984 - Elena Savel'eva, pugile russa
- 1984 - Marco Soares, ex calciatore portoghese
- 1984 - Steven Whittaker, allenatore di calcio e ex calciatore scozzese
- 1985 - Murad Ağakişiyev, ex calciatore azero
- 1985 - Karis Paige Bryant, attrice statunitense
- 1985 - Joël Dicker, scrittore svizzero
- 1985 - Philippe Furrer, hockeista su ghiaccio svizzero
- 1985 - Craig Morgan, ex calciatore gallese
- 1985 - Francis N'Ganga, ex calciatore francese
- 1985 - Nick Roach, giocatore di football americano statunitense
- 1985 - Sérgio Felipe Dias Ribeiro, calciatore portoghese
- 1986 - Hamza Abourazzouk, calciatore marocchino
- 1986 - Daniel Böhm, biatleta tedesco
- 1986 - Bédi Buval, ex calciatore francese
- 1986 - Franco Casiean, ex multiplista rumeno
- 1986 - Cristian Chávez, ex calciatore argentino
- 1986 - Rodrigo Defendi, ex calciatore brasiliano
- 1986 - Egídio de Araújo Pereira Júnior, ex calciatore brasiliano
- 1986 - Urby Emanuelson, allenatore di calcio e ex calciatore olandese
- 1986 - Rafael Estevão Hettsheimeir, cestista brasiliano
- 1986 - Hamid Ismail, calciatore qatariota
- 1986 - Maicosuel, ex calciatore brasiliano
- 1986 - Artūras Milaknis, cestista lituano
- 1986 - Fernando Muslera, calciatore uruguaiano
- 1986 - Nikita Nikitin, hockeista su ghiaccio russo
- 1986 - Simone Parodi, pallavolista italiano
- 1986 - Robert Rothbart, cestista bosniaco
- 1986 - Diasnia Simeoni, ex calciatrice italiana
- 1986 - Josh Sitton, giocatore di football americano statunitense
- 1986 - Ken Tokura, calciatore giapponese
- 1986 - David Torres, calciatore spagnolo
- 1986 - Terrance Woodbury, cestista statunitense
- 1986 - Muriqui, ex calciatore brasiliano
- 1987 - Krasimir Anev, ex biatleta bulgaro
- 1987 - Kelly Blatz, attore e cantante statunitense
- 1987 - Fabien Causeur, cestista francese
- 1987 - Chen Ling, arciera cinese
- 1987 - Wayne Chism, cestista statunitense
- 1987 - Diana DeGarmo, cantante, attrice teatrale e attrice televisiva statunitense
- 1987 - Federico Dionisi, calciatore italiano
- 1987 - Abby Elliott, attrice e comica statunitense
- 1987 - Aleksandrs Fertovs, ex calciatore lettone
- 1987 - Gary Florimont, cestista francese
- 1987 - Chantelle Handy, ex cestista britannica
- 1987 - Nora Holstad Berge, ex calciatrice norvegese
- 1987 - Johannes Hopf, ex calciatore svedese
- 1987 - Jung Yei-hyun, lottatore sudcoreano
- 1987 - Alejandro Meleán, calciatore boliviano
- 1987 - Elena Portalupi, ex pallavolista italiana
- 1987 - Virginia Quaresima, ex cestista italiana
- 1987 - Antonio Radić, scacchista e youtuber croato
- 1987 - Aya Sameshima, calciatrice giapponese
- 1987 - DJ Matrix, disc jockey, cantante e produttore discografico italiano
- 1987 - Marko Simić, calciatore serbo
- 1987 - Per Ciljan Skjelbred, calciatore norvegese
- 1987 - Ali Stroker, attrice statunitense
- 1987 - Ilja Urušev, ex hockeista su ghiaccio estone
- 1987 - Tobias Wendl, slittinista tedesco
- 1987 - Anna Čipovskaja, attrice russa
- 1988 - Banks, cantautrice statunitense
- 1988 - Emiliana Cantone, cantante italiana
- 1988 - Keshia Chanté, cantante, personaggio televisivo e attrice canadese
- 1988 - Davide Di Gennaro, calciatore italiano
- 1988 - Yordanys Durañona, triplista cubano
- 1988 - Luca Fondelli, pallanuotista italiano
- 1988 - Yannick Fonsat, velocista francese
- 1988 - Brad Gobright, alpinista statunitense († 2019)
- 1988 - Santiago González Iglesias, rugbista a 15 argentino
- 1988 - Jermaine Gresham, ex giocatore di football americano statunitense
- 1988 - Andre Holmes, giocatore di football americano statunitense
- 1988 - Tarık Langat Akdağ, siepista keniota
- 1988 - Pim Ligthart, dirigente sportivo, ex ciclista su strada e pistard olandese
- 1988 - Máté Lékai, pallamanista ungherese
- 1988 - Ernest Mabouka, ex calciatore camerunese
- 1988 - Mikita Meščarakoŭ, ex cestista bielorusso
- 1988 - Thierry Neuville, pilota di rally belga
- 1988 - Federica Onori, politica italiana
- 1988 - Nathan Parsons, attore statunitense
- 1988 - Matthieu Sans, ex calciatore francese
- 1988 - Oleksandr Sizov, cestista ucraino
- 1988 - Jonny Weston, attore statunitense
- 1989 - Cassiano Dias Moreira, calciatore brasiliano
- 1989 - J. Harrison Ghee, attore statunitense
- 1989 - Osmán Huerta, calciatore cileno
- 1989 - Odion Ighalo, calciatore nigeriano
- 1989 - Duke Ihenacho, giocatore di football americano statunitense
- 1989 - Shyla Jennings, attrice pornografica statunitense
- 1989 - Bert-Jan Lindeman, ciclista su strada olandese
- 1989 - Yūichi Maruyama, calciatore giapponese
- 1989 - Andrea Palini, ex ciclista su strada italiano
- 1989 - Ashley Twichell, nuotatrice statunitense
- 1990 - İlkin Dövlətov, cantante azero
- 1990 - Roel Janssen, calciatore olandese
- 1990 - Pedro Henrique Konzen, calciatore brasiliano
- 1990 - Austin Krajicek, tennista statunitense
- 1990 - Jani Lajunen, hockeista su ghiaccio finlandese
- 1990 - Marc Mateu, calciatore spagnolo
- 1990 - John Newman, cantautore britannico
- 1990 - Luděk Pernica, calciatore ceco
- 1990 - Anastasija Pivovarova, tennista russa
- 1990 - Jan Zwischenbrugger, calciatore austriaco
- 1991 - Hassan Chaitou, calciatore libanese
- 1991 - Mekseb Debesay, ciclista su strada eritreo
- 1991 - Stefan Denković, calciatore montenegrino
- 1991 - Fazliddin G'oibnazarov, pugile uzbeko
- 1991 - Caroline Jarmoc, pallavolista canadese
- 1991 - Siya Kolisi, rugbista a 15 sudafricano
- 1991 - Klemen Kosi, sciatore alpino sloveno
- 1991 - Lim Young-woong, cantante sudcoreano
- 1991 - Giulia Martinelli, siepista italiana
- 1991 - Ozz6y, rapper somalo
- 1991 - Joe McElderry, cantante britannico
- 1991 - Cherrie, cantante norvegese
- 1991 - Katarina Mögenburg, altista norvegese
- 1991 - Nemanja Nedović, cestista serbo
- 1991 - Jota, ex calciatore spagnolo
- 1991 - Eduard Popp, lottatore tedesco
- 1991 - Devon Sandoval, ex calciatore statunitense
- 1991 - Carlos Septus, calciatore anglo-verginiano
- 1991 - Sergio Unrein, calciatore argentino
- 1991 - Tameka Yallop, calciatrice australiana
- 1992 - Austin Blythe, ex giocatore di football americano statunitense
- 1992 - Kouassi Brou, nuotatore ivoriano
- 1992 - Marco Ceron, cestista italiano
- 1992 - Angus Groom, canottiere britannico
- 1992 - Emilie Haavi, calciatrice norvegese
- 1992 - Damian Kądzior, calciatore polacco
- 1992 - Assem Marei, cestista egiziano
- 1992 - Vladimir Morozov, ex nuotatore russo
- 1992 - Anthony Myles, ex cestista statunitense
- 1992 - Roger Pogoy, cestista filippino
- 1992 - Virginia Riva, calciatrice italiana
- 1992 - Eddie Rivera, pallavolista portoricano
- 1992 - Jonas Simonsen, giocatore di calcio a 5 e calciatore norvegese
- 1992 - Masoud Sulaiman, calciatore emiratino
- 1992 - Mike Sullivan, ex hockeista su ghiaccio canadese
- 1992 - Matthias Zimmermann, calciatore tedesco
- 1993 - Lucas Chacana, calciatore argentino
- 1993 - Hugo Dellien, tennista boliviano
- 1993 - Simon Kroon, ex calciatore svedese
- 1993 - Alex Len', cestista ucraino
- 1993 - Liu Binbin, calciatore cinese
- 1993 - Nuha Marong, calciatore spagnolo
- 1993 - Mónica Mendes, ex calciatrice portoghese
- 1993 - Chris Moore, giocatore di football americano statunitense
- 1993 - Adam Morong, calciatore slovacco
- 1993 - Krystal Murray, rugbista a 15 neozelandese
- 1993 - Gnash, cantautore, musicista e rapper statunitense
- 1993 - Adama Niane, calciatore maliano
- 1993 - Park Bo-gum, attore sudcoreano
- 1993 - T.J. Price, ex cestista statunitense
- 1993 - Renzo Saravia, calciatore argentino
- 1993 - Wesley Saunders, cestista statunitense
- 1993 - Daichi Tagami, calciatore giapponese
- 1993 - Quinton Upshur, ex cestista statunitense
- 1993 - Halapoulivaati Vaitai, giocatore di football americano statunitense
- 1993 - Guillem Vives, cestista spagnolo
- 1993 - Zé Rafael, calciatore brasiliano
- 1993 - Andrew White, cestista statunitense
- 1994 - Oren Biton, calciatore israeliano
- 1994 - Marina Brunello, scacchista italiana
- 1994 - Nicola Cuccovillo, pallanuotista italiano
- 1994 - Jakub Kowalewski, slittinista polacco
- 1994 - Caitlyn Taylor Love, cantante e attrice statunitense
- 1994 - Dušan Mandić, pallanuotista serbo
- 1994 - Mara Marchizotti, cestista argentina
- 1994 - Lewis Macleod, ex calciatore scozzese
- 1994 - Ryōhei Michibuchi, calciatore giapponese
- 1994 - Vito Minei, marciatore italiano
- 1994 - Brian Mwila, calciatore zambiano
- 1994 - Kotuku Ngawati, nuotatrice australiana
- 1994 - Soma Novothny, calciatore ungherese
- 1994 - Brayan Ramírez, calciatore honduregno
- 1994 - Rezar, wrestler e ex artista marziale misto albanese
- 1994 - Alfonso Emilio Sánchez, calciatore messicano
- 1994 - Klára Vojtíková, cestista ceca
- 1995 - Alex Arce, calciatore paraguaiano
- 1995 - Jafar Arias, calciatore olandese
- 1995 - Matheus Batista, calciatore brasiliano
- 1995 - Jake Dennis, pilota automobilistico britannico
- 1995 - Sergej Emelin, lottatore russo
- 1995 - Baptiste Guillaume, calciatore belga
- 1995 - Ismail H'Maidat, calciatore olandese
- 1995 - Joo Da-young, attrice sudcoreana
- 1995 - Oliver Lines, giocatore di snooker inglese
- 1995 - Victor Lobry, calciatore francese
- 1995 - Joseph Schooling, ex nuotatore singaporiano
- 1995 - Kendra Sunderland, attrice pornografica statunitense
- 1995 - Damian Szymański, calciatore polacco
- 1995 - Hannes Wagner, lottatore tedesco
- 1995 - Sydney Wiese, ex cestista statunitense
- 1995 - Mattia Zaccagni, calciatore italiano
- 1996 - Nils Alphand, sciatore alpino francese
- 1996 - Deybi Flores, calciatore honduregno
- 1996 - Nathan Hales, tiratore a volo britannico
- 1996 - Janina Hettich, biatleta tedesca
- 1996 - Steele Johnson, tuffatore statunitense
- 1996 - Beda Klee, fondista svizzero
- 1996 - Valentina Romani, attrice italiana
- 1996 - Lily Zhang, tennistavolista statunitense
- 1997 - Jean-Kévin Augustin, calciatore francese
- 1997 - Ky Bowman, cestista statunitense
- 1997 - Artem Dolgopyat, ginnasta israeliano
- 1997 - Paulina Dudek, calciatrice polacca
- 1997 - Max Esposito, pentatleta australiano
- 1997 - Giulia Fusar Poli, calciatrice italiana
- 1997 - Katharina Gallhuber, sciatrice alpina austriaca
- 1997 - Agustín Heredia, calciatore argentino
- 1997 - Jack Perry, wrestler statunitense
- 1997 - Yūki Kawata, arciere giapponese
- 1997 - Miren Lazkano, canoista spagnola
- 1997 - Camila Morrone, modella e attrice statunitense
- 1997 - Joe Roberts, pilota motociclistico statunitense
- 1997 - Kōsuke Saitō, calciatore giapponese
- 1997 - Morgan Stickney, nuotatrice statunitense
- 1997 - Joseph Worsley, pallavolista statunitense
- 1997 - Magomed Ėl'murzaev, calciatore russo
- 1998 - Dan Akin, cestista britannico
- 1998 - Kim Busch, nuotatrice olandese
- 1998 - Anders Carlson, giocatore di football americano statunitense
- 1998 - Jefferson Alexander Cepeda, ciclista su strada ecuadoriano
- 1998 - Tom Curry, rugbista a 15 inglese
- 1998 - Ritsu Dōan, calciatore giapponese
- 1998 - Valentine Macheret, sciatrice alpina svizzera
- 1998 - Isak Magnusson, calciatore svedese
- 1998 - Madeline Musselman, pallanuotista statunitense
- 1998 - Ingrid Neel, tennista statunitense
- 1998 - Jesús Ocejo, calciatore messicano
- 1998 - Íñigo Sainz-Maza, calciatore spagnolo
- 1998 - Karman Thandi, tennista indiana
- 1998 - Christ Tiéhi, calciatore francese
- 1998 - Bilal Çiloğlu, judoka turco
- 1999 - Kevin Andrade, calciatore colombiano
- 1999 - Shaquil Delos, calciatore francese
- 1999 - Dominik Fitz, calciatore austriaco
- 1999 - Patrick Gardner, cestista statunitense
- 1999 - Stefano Guidotti, calciatore svizzero
- 1999 - Hong Hyun-seok, calciatore sudcoreano
- 1999 - Luka Hujber, calciatore croato
- 1999 - Alvis Jaunzems, calciatore lettone
- 1999 - Justin Jefferson, giocatore di football americano statunitense
- 1999 - Snail Mail, cantante statunitense
- 1999 - Ibrahima Koné, calciatore maliano
- 1999 - Liu Yaxin, nuotatrice cinese
- 1999 - Oussama Marnaoui, cestista tunisino
- 1999 - Trevon Moehrig, giocatore di football americano statunitense
- 1999 - Nguyễn Tuấn Anh, calciatore vietnamita
- 1999 - Michelle Niederwieser, ex sciatrice alpina austriaca
- 1999 - Kakunoshin Ohta, pilota automobilistico giapponese
- 1999 - Nuno Moreira, calciatore portoghese
- 1999 - Ronaldo Segu, cestista statunitense
- 1999 - Yarden Shua, calciatore israeliano
- 1999 - Trey Smith, giocatore di football americano statunitense
- 1999 - Andrei Sîntean, calciatore rumeno
- 1999 - Karim Zeinoun, cestista libanese
- 2000 - Bianca Andreescu, tennista canadese
- 2000 - Alan Di Pippa, calciatore argentino
- 2000 - C.J. Elleby, cestista statunitense
- 2000 - Lucas Agustín Ferreira Zagas, calciatore uruguaiano
- 2000 - Sævar Atli Magnússon, calciatore islandese
- 2000 - Azeez Ojulari, giocatore di football americano statunitense
- 2000 - Luca Petrasso, calciatore canadese
- 2000 - Lilian Rao-Lisoa, calciatore francese
- 2000 - Lucas Eduardo Ribeiro de Souza, calciatore brasiliano
- 2000 - Riley Sheehan, ciclista su strada statunitense
- 2000 - Henrique Lordelo, calciatore brasiliano
- 2000 - Olaoluwatomi Taiwo, cestista statunitense
- 2000 - Tay-K, rapper e criminale statunitense
- 2000 - Alex Wyse, cantautore italiano
- 2000 - Ye Yifei, pilota automobilistico cinese

## XXI secolo(31)
- 2001 - Bryan Bresee, giocatore di football americano statunitense
- 2001 - Anuna De Wever, attivista belga
- 2001 - Thomas Keen, mezzofondista britannico
- 2001 - Guilherme Liberato, calciatore brasiliano
- 2001 - Victor Martins, pilota automobilistico francese
- 2001 - Nelson Palacio, calciatore colombiano
- 2001 - Mazi Smith, giocatore di football americano statunitense
- 2001 - Isaac Solet, calciatore francese
- 2001 - Vaishali Rameshbabu, scacchista indiana
- 2001 - Dontayvion Wicks, giocatore di football americano statunitense
- 2002 - Ismaël Koné, calciatore canadese
- 2002 - Louis Munteanu, calciatore rumeno
- 2002 - Carlos Ordóñez, calciatore colombiano
- 2002 - Jeremy Sarmiento, calciatore inglese
- 2002 - Simon Spari, calciatore austriaco
- 2002 - Tiago Tomás, calciatore portoghese
- 2003 - José Bica, calciatore portoghese
- 2003 - Nathaniel Brown, calciatore tedesco
- 2003 - Anna Cathcart, attrice canadese
- 2004 - Jano Gordon, calciatore argentino
- 2004 - Jahkeele Marshall-Rutty, calciatore canadese
- 2004 - Uroš Miladinović, calciatore serbo
- 2004 - François Mughe, calciatore camerunese
- 2004 - Anna Musci, pesista italiana
- 2004 - Martín Suárez, calciatore uruguaiano
- 2004 - Dmitrij Vasil'ev, calciatore russo
- 2004 - Nikola Zečević, calciatore serbo
- 2005 - Santiago Cuiza, calciatore boliviano
- 2005 - Milton Delgado, calciatore argentino
- 2005 - Hakim Sahabo, calciatore ruandese
- 2006 - João Victor de Souza Menezes, calciatore brasiliano